# Sweeping
Sweeping eller sweep-picking är en särskild gitarrteknik som innebär att gitarristen med fingrarna glider nerför gitarrsträngarna och plockar med sig en ton på varje sträng, för att sedan glida upp igen. Sweeping förekommer främst inom hårdrock.